# BluVolley Verona 2019-2020
Questa voce raccoglie le informazioni riguardanti la BluVolley Verona nelle competizioni ufficiali della stagione 2019-2020.

## Organigramma societario
Area direttiva
- Presidente: Stefano Magrini
- Vicepresidente: Luca Bazzoni, Andrea Corsini, Gianmaria Villa
- Consulente legale: Stefano Fanini
- Amministrazione: Massimo Ziggiotto
- Direttore generale: Fabio Venturi (dal 27 gennaio 2020)
- Direttore sportivo: Gian Andrea Marchesi
- Logistica prima squadra: Claudio Brendolan, Claudio Tamanini

Area tecnica
- Allenatore: Radostin Stojčev
- Allenatore in seconda: Dario Simoni
- Scout man: Fabio Dalla Fina
- Responsabile settore giovanile: Paolo Fasoli
- Responsabile tecnico settore giovanile: Bruno Bagnoli

Area comunicazione
- Ufficio stampia: Andrea Redomi, Francesca Castagna

Area marketing
- Ufficio marketing: Martina Frego
- Responsabile attività promozionali: Andrea Totolo
- Responsabile area commerciale: Simone Salizzoni
- Area commerciale: Vladimiro Arcoma, Alessandro Dondin

Area sanitaria
- Medico: Alberto Ciacciarelli, Michael Coli
- Preparatore atletico: Ezio Bramard
- Preparatore atletico settore giovanile: Claudio Corradini
- Fisioterapista: Luca Pirani
- Massofisioterapista: Claudio Bignotti

## Rosa
| N° | Nome                  | Ruolo | Data di nascita   | Nazionalità sportiva |
| -- | --------------------- | ----- | ----------------- | -------------------- |
| 1  | Matej Kazijski        | S     | 23 settembre 1984 | Bulgaria             |
| 2  | Bartłomiej Kluth      | O     | 20 dicembre 1992  | Polonia              |
| 6  | Federico Marretta     | S     | 9 agosto 1990     | Italia               |
| 7  | Emanuele Birarelli    | C     | 8 febbraio 1981   | Italia               |
| 8  | Asparuh Asparuhov     | S     | 28 luglio 2000    | Bulgaria             |
| 9  | Stéphen Boyer         | O     | 10 aprile 1996    | Francia              |
| 10 | Jennings Franciskovic | P     | 10 maggio 1995    | Stati Uniti          |
| 11 | Sebastián Solé        | C     | 12 giugno 1991    | Argentina            |
| 12 | Enrico Cester         | C     | 16 marzo 1988     | Italia               |
| 13 | Luca Spirito          | P     | 30 ottobre 1993   | Italia               |
| 17 | Thomas Jaeschke       | S     | 4 settembre 1993  | Stati Uniti          |
| 17 | Jonas Aguenier        | C     | 28 aprile 1992    | Francia              |
| 18 | Garrett Muagututia    | S     | 26 febbraio 1988  | Stati Uniti          |
| 21 | Andrea Zanotti        | C     | 28 ottobre 1997   | Italia               |
| 22 | Francesco Donati      | L     | 3 luglio 2001     | Italia               |
| 29 | Federico Bonami       | L     | 29 settembre 1993 | Italia               |
| 66 | Corey Chavers         | S     | 17 gennaio 1997   | Stati Uniti          |

## Mercato
| Acquisti | Acquisti              | Acquisti         | Acquisti   |
| R.       | Nome                  | da               | Modalità   |
| -------- | --------------------- | ---------------- | ---------- |
| C        | Jonas Aguenier        | Marconi          | definitivo |
| S        | Asparuh Asparuhov     | Montana          | definitivo |
| L        | Federico Bonami       | Argos            | definitivo |
| C        | Enrico Cester         | Lube             | definitivo |
| S        | Corey Chavers         | UC Santa Barbara | definitivo |
| P        | Jennings Franciskovic | Modena           | definitivo |
| S        | Matej Kazijski        | JTEKT Stings     | definitivo |
| O        | Bartłomiej Kluth      | Hapoël Kfar Saba | definitivo |
| S        | Garrett Muagututia    | PAOK             | definitivo |

| Cessioni | Cessioni              | Cessioni           | Cessioni   |
| R.       | Nome                  | a                  | Modalità   |
| -------- | --------------------- | ------------------ | ---------- |
| C        | Aimone Alletti        | Powervolley Milano | definitivo |
| L        | Daniele De Pandis     | New Mater          | definitivo |
| L        | Ludovico Giuliani     | Corigliano Volley  | definitivo |
| S        | Matej Kazijski        | JTEKT Stings       | definitivo |
| S        | Alberto Magalini      | AVS                | definitivo |
| S        | Mohammad Manavinezhad | Saipa              | definitivo |
| P        | Riccardo Pinelli      | Tricolore          | definitivo |
| S        | Morteza Sharifi       | Bursa BB           | definitivo |

## Risultati

### Superlega

#### Girone di andata
| 1ª giornata - 20 ottobre 2019 PalaOlimpia, Verona             | BluVolley Verona   | 3 - 0 | Argos              | 25-19, 25-20, 25-17               |
| 2ª giornata - 27 ottobre 2019 PalaEvangelisti, Perugia        | Sir Safety Perugia | 3 - 0 | BluVolley Verona   | 25-16, 25-20, 25-18               |
| 3ª giornata - 3 novembre 2019 PalaOlimpia, Verona             | BluVolley Verona   | 3 - 2 | You Energy         | 25-22, 25-27, 25-23, 18-25, 15-13 |
| 4ª giornata - 9 novembre 2019 PalaTrento, Trento              | Trentino           | 3 - 2 | BluVolley Verona   | 25-22, 25-22, 21-25, 19-25, 16-14 |
| 5ª giornata - 13 novembre 2019 PalaOlimpia, Verona            | BluVolley Verona   | 0 - 3 | Lube               | 22-25, 16-25, 19-25               |
| 6ª giornata - 17 novembre 2019 PalaSanLazzaro, Padova         | Padova             | 0 - 3 | BluVolley Verona   | 19-25, 17-25, 21-25               |
| 7ª giornata - 20 novembre 2019 PalaCalafiore, Reggio Calabria | Callipo            | 3 - 0 | BluVolley Verona   | 25-17, 25-18, 25-20               |
| 8ª giornata - 24 novembre 2019 PalaOlimpia, Verona            | BluVolley Verona   | 0 - 3 | Milano             | 21-25, 19-25, 21-25               |
| 9ª giornata - 27 novembre 2019 PalaDeAndré, Ravenna           | Porto Robur Costa  | 3 - 1 | BluVolley Verona   | 25-21, 25-23, 20-25, 25-19        |
| 10ª giornata - 1º dicembre 2019 PalaOlimpia, Verona           | BluVolley Verona   | 3 - 1 | Top Volley Latina  | 25-23, 15-25, 25-14, 25-20        |
| 11ª giornata - 8 dicembre 2019 PalaPanini, Modena             | Modena             | 2 - 3 | BluVolley Verona   | 23-25, 17-25, 31-29, 25-19, 13-15 |
| 13ª giornata - 22 dicembre 2019 PalaOlimpia, Verona           | BluVolley Verona   | 1 - 3 | Powervolley Milano | 23-25, 19-25, 25-17, 17-25        |

#### Girone di ritorno
| 14ª giornata - 26 dicembre 2019 PalaCoccia, Veroli                     | Argos              | 1 - 3 | BluVolley Verona   | 20-25, 24-26, 25-21, 11-25        |
| 15ª giornata - 16 gennaio 2020 PalaOlimpia, Verona                     | BluVolley Verona   | 2 - 3 | Sir Safety Perugia | 16-25, 27-25, 25-18, 18-25, 10-15 |
| 16ª giornata - 19 gennaio 2020 PalaBanca, Piacenza                     | You Energy         | 3 - 1 | BluVolley Verona   | 25-23, 26-24, 20-25, 25-15        |
| 17ª giornata - 22 marzo 2020 PalaOlimpia, Verona                       | BluVolley Verona   | -     | Trentino           | annullata                         |
| 18ª giornata - 2 febbraio 2020 PalaCivitanova, Civitanova Marche       | Lube               | 3 - 0 | BluVolley Verona   | 25-8, 25-14, 25-19                |
| 19ª giornata - 5 febbraio 2020 PalaOlimpia, Verona                     | BluVolley Verona   | 0 - 3 | Padova             | 21-25, 23-25, 20-25               |
| 20ª giornata - 8 febbraio 2020 PalaOlimpia, Verona                     | BluVolley Verona   | 3 - 1 | Callipo            | 22-25, 25-21, 28-26, 31-29        |
| 21ª giornata - 16 febbraio 2020 Palazzetto dello Sport, Monza          | Milano             | 3 - 2 | BluVolley Verona   | 25-20, 28-26, 18-25, 18-25, 15-7  |
| 22ª giornata - 11 marzo 2020 PalaOlimpia, Verona                       | BluVolley Verona   | -     | Porto Robur Costa  | annullata                         |
| 23ª giornata - 7 marzo 2020 Palazzetto dello Sport, Cisterna di Latina | Top Volley Latina  | 2 - 3 | BluVolley Verona   | 22-25, 25-23, 27-25, 20-25, 12-15 |
| 24ª giornata - 15 marzo 2020 PalaOlimpia, Verona                       | BluVolley Verona   | -     | Modena             | annullata                         |
| 26ª giornata - 29 marzo 2020 PalaLido, Milano                          | Powervolley Milano | -     | BluVolley Verona   | annullata                         |

## Statistiche

### Statistiche di squadra
| Competizione | Punti | In casa | In casa | In casa | In trasferta | In trasferta | In trasferta | Totale | Totale | Totale |
| Competizione | Punti | G       | V       | P       | G            | V            | P            | G      | V      | P      |
| ------------ | ----- | ------- | ------- | ------- | ------------ | ------------ | ------------ | ------ | ------ | ------ |
| Superlega    | 24    | 9       | 4       | 5       | 11           | 4            | 7            | 20     | 8      | 12     |
| Totale       | -     | 9       | 4       | 5       | 11           | 4            | 7            | 20     | 8      | 12     |

G = partite giocate; V = partite vinte; P = partite perse